# Pioneer Village
Pioneer Village és una població dels Estats Units a l'estat de Kentucky. Segons el cens del 2000 tenia 2.555 habitants.

## Demografia
Segons el cens del 2000, Pioneer Village tenia 2.555 habitants, 880 habitatges, i 746 famílies. La densitat de població era de 843,2 habitants/km².
Dels 880 habitatges en un 45,1% hi vivien nens de menys de 18 anys, en un 73% hi vivien parelles casades, en un 8,8% dones solteres, i en un 15,2% no eren unitats familiars. En l'11,8% dels habitatges hi vivien persones soles el 3,6% de les quals corresponia a persones de 65 anys o més que vivien soles. El nombre mitjà de persones vivint en cada habitatge era de 2,9 i el nombre mitjà de persones que vivien en cada família era de 3,15.
Per edats la població es repartia de la següent manera: un 29,5% tenia menys de 18 anys, un 6,9% entre 18 i 24, un 36,1% entre 25 i 44, un 22,3% de 45 a 60 i un 5,3% 65 anys o més.
L'edat mediana era de 34 anys. Per cada 100 dones de 18 o més anys hi havia 95 homes.
La renda mediana per habitatge era de 55.568 $ i la renda mediana per família de 56.276 $. Els homes tenien una renda mediana de 36.370 $ mentre que les dones 25.699 $. La renda per capita de la població era de 20.336 $. Entorn del 0,8% de les famílies i l'1,7% de la població estaven per davall del llindar de pobresa.

## Poblacions més properes
El següent diagrama mostra les poblacions més properes.